# Lihanboutje
Een lihanboutje is een Nederlandse gefrituurde snack die warm gegeten wordt. Het originele lihanboutje bestaat uit een mengsel van rund- en varkensgehakt, aangemaakt met een speciaal kruidenmengsel, in een krokante korst. De snack heeft de vorm van een kippenbout aan een stokje. Lihanboutjes zijn te verkrijgen in cafetaria's en automatieken, waar ze 'uit de muur' kunnen worden gegeten.
De snack verscheen eind jaren 1960 als noviteit in het Nederlandse assortiment aan snacks, maar is nooit zo populair geworden als bijvoorbeeld de kroket of de frikandel.

## Oorsprong
In 1967 is de snack gelanceerd op de slagersvakbeurs Slavakto in Utrecht. Deze vakbeurs voor de slagerij wordt om de vier jaar gehouden.
Het lihanboutje is ontwikkeld en op de markt gebracht door Han Neerincx. Hij was de zoon van de toenmalige eigenaar van Nedex Specerijen te Gorinchem en tevens de latere eigenaar van het bedrijf.. Han Neerincx was getrouwd met Lieke en uit de combinatie van beide namen (Lieke en Han) kwam de naam lihanboutje.
Het idee achter het lihanboutje is het creëren van een snack in de vorm van een kippenboutje en met de smaak van kip, die echter gemaakt is van half-om-half-gehakt.
In de kruidenmengerij van Nedex Specerijen werd de LIHANpoeder geproduceerd en in de juiste hoeveelheid met het gehakt gemengd. Deze mix werd in een aluminium mal in de vorm van een kippenboutje geperst en vervolgens in paneermeel gerold.
Per 1 mei 2005 heeft Setz-Apart Specerijen de productie- en verkoopactiviteiten van Nedex Specerijen uit Raamsdonksveer overgenomen.